# Мрачне улице Менхетна
Мрачне улице Менхетна (енгл. The Immigrant) америчка је драма из 2013. редитеља Џејмса Греја у којој главне улоге тумаче Марион Котијар, Хоакин Финикс и Џереми Ренер.
Филм је премијерно приказан на Канском филмском фестивалу где је био номинован за Златну палму. Упркос слабој заради на биоскопским благајнама наишао је на добре реакције критичара, који су посебно похвалили изведбу Марион Котијар. Она је за ову улогу освојила неколико награда филмских критичара, и била номинована за награду Спирит за најбољу глумицу у главној улози.

## Радња
Године 1920, у потрази за новим почетком и америчким сном, Ева и њена сестра Магда, из своје родне Пољске плове за Њујорк. Када стигну на острво Елис, лекари откривају да је Магда болесна, и сестре бивају раздвојене. Ева је на улицама Менхетна, а њена сестра је у карантину. Сама, без икога и у очајничкој жељи да буде са Магдом, Ева убрзо упознаје Бруна, шармантног али злог човека, који је тера на проституцију. Једног дана, Ева упознаје Бруновог рођака, мађионичара Орланда. Он обара Еву с ногу и убрзо постаје њена једина шанса да побегне из кошмара у коме се налази.

## Главне улоге
| Глумац         | Улога        |
| -------------- | ------------ |
| Марион Котијар | Ева          |
| Хоакин Финикс  | Бруно        |
| Џереми Ренер   | Орландо/Емил |